# Javier Ruibal
Francisco Javier Ruibal de Flores Calero (El Puerto de Santa María, Cadis, 15 de maig de 1955), més conegut com a Javier Ruibal, és un cantautor i arranjador espanyol que combina estils de flamenc, sefardita-magrebí, jazz i rock; i que ha participat com a compositor en pel·lícules com Atún y chocolate (2004).
Al llarg de la seva carrera professional ha rebut diferents reconeixements, com la Medalla d'Or d'Andalusia (2007), el Premi Nacional de les Músiques Actuals (2017), el Premi Nacional de Cultura i el Goya a la millor cançó original (2020).

## Trajectòria
Exerceix com a professional des de 1978, fent nombrosos concerts tant a Espanya com a l'estranger. Per la peculiaritat de la seva creació i les seves formes plurals, sol ser convidat a fer concerts en festivals de diferents orientacions, entre les quals destaquen el jazz i les músiques del món. En 2005 va assistir al festival de música ètnica Etnosur, on va compartir escenari amb l'uruguaià Jorge Drexler i el brasiler Leo Minax. Ha cantat amb Pablo Milanés, Joaquín Sabina, Celtas Cortos, Carlos Cano, Carmen París i La Cabra Mecánica, entre d'altres.
En els seus textos es nota una clara vinculació amb els poetes espanyols, especialment amb els de la generació del 27; Rafael Alberti i Federico García Lorca, i uns altres més recents. També ha posat lletra a obres de compositors clàssics com Erik Satie.
Ha compost a més per al cinema, col·laborant en les pel·lícules Atún y chocolate (Pablo Carbonell), Lejos del mar (Imanol Uribe) i Arena en los bolsillos (César Martínez Herrada); pel programa de televisió Ratones coloraos, de Canal Sur; pels espectacles de ball flamenc Carmen i Medusa la guardiana, de Sara Baras; i per diferents produccions audiovisuals (El mar de la libertad, A galopar i Algeciras-Tánger) de la Diputació de Cadis. També ho ha fet per altres cantants com Martirio, Ana Belén, Javier Krahe, Mónica Molina o Pasión Vega.
El 2009 fou nomenat pregoner del Carnaval de Cadis. Va ser el segon porteny que pregonava la festa gaditana després del poeta Rafael Alberti, el 1981. Ruibal ja havia participat de manera secundària en el pregó de l'any 2007, acompanyant a Pasión Vega, una de les artistes per a les que ha compost. El 2020 fou guardonat amb el Goya a la millor cançó original a la pel·lícula de Benito Zambrano Interperie.

### Discografia oficial
- Duna (1983, Hispavox)
- Cuerpo celeste (1986, Ariola)
- La piel de Sara (1989, Ariola)
- Pensión Triana (1994, Discos Lollipop), en directe
- Contrabando (1997, PDI)
- Las damas primero (2001, 18 Chulos)
- Sáhara (2003, World Music Network), recopilatori
- Lo que me dice tu boca (2005, 18 Chulos), en directe
- Sueño (2011, 18 Chulos), en directe amb l'Orquestra de Còrdova
- Quédate conmigo (2013, Lo Suyo Producciones)
- 35 aniversario (2016, Lo Suyo Producciones), recopilatori en directe
- Paraísos mejores (2018) amb Juan Luis Guerra, Chico César, Fetén Fetén i Glazz
- Ruibal (2020)

### Col·laboracions
- Romance de Rosabella y Domingo (Nos vemos en los bares, disc en directe de Celtas Cortos, 1997)
- El túnel de las delicias (Nos vemos en los bares, disc en directe de Celtas Cortos, 1997)
- Sr. Troncoso (Tu frialdad, homenatge a Jesús de la Rosa, 2000)
- Agua (Ni Jaulas, ni peceras, disc en directe de La Cabra Mecánica, 2003)
- Salomé (Y todo es vanidad, homenatge a Javier Krahe, 2004)
- Atunes en el paraíso (tema principal de la pel·lícula Atún y chocolate, 2004)
- Aguas de abril, El náufrago del Sáhara i La flor de Estambul (Contaminados, disc col·lectiu en directe, 2005)
- Paraíso ahora (Hechos de nubes, homenatge a Pablo Guerrero, 2007)
- Ay, no sabes (37 canciones de Noel Nicola, 2007)
- De qué callada manera (Guantanamera, homenatge a la música cubana, 2007)
- No mires hacia atrás (Bienvenidos, homenatge a Miguel Ríos, 2009)
- Calendario (Bajo la corteza, tribut a Leño, 2010)

## Reconeixements
- Premi Nacional de les Músiques Actuals[2]
- Premi Nacional de Cultura (2017)[9]
- Goya a la millor cançó original (2020)[10]